# Brentonico
Brentonico là một đô thị ở tỉnh Trento ở vùng Trentino-Alto Adige/Südtirol của Ý, tọa lạc cách 30 km về phía tây nam của Trento. Tại thời điểm ngày 31 tháng 12 năm 2004, đô thị này có dân số 3.770 người và diện tích là 62,6 km².
Đô thị Brentonico có các frazioni (đơn vị trực thuộc, chủ yếu là các làng) Saccone, Fontechel, Crosano, Cazzano, Castione, Corné, Prada, Sorne, S.Giacomo, S.Valentino, và Polsa.
Brentonico giáp các đô thị: Mori, Nago-Torbole, Malcesine, Ala, và Avio.